# Adrian af Nikomedia
 Denne artikel omhandler en romersk soldat. Opslagsordet har også en anden betydning, se Adrian (drengenavn).
Adrian var en romersk soldat, som blev omvendt af kristne martyrers gode eksempel. Det kostede ham livet. Han er fangevogternes og brevbærernes helgen. 4. marts er Adrians dag.